# Xã Gasconade, Quận Wright, Missouri
Xã Gasconade (tiếng Anh: Gasconade Township) là một xã thuộc quận Wright, tiểu bang Missouri, Hoa Kỳ. Năm 2010, dân số của xã này là 1.286 người.